# José Argemí
José Argemí Rocabert, né le 10 février 1911 à Sabadell (province de Barcelone, Espagne) et mort le 2 octobre 1974 dans la même ville, est un footballeur espagnol qui jouait au poste de défenseur.

## Biographie
José Argemí débute en première division à l'âge de 22 ans lors de la saison 1935-1936 avec le FC Barcelone, club avec lequel il joue 10 matchs de championnat.
La Guerre civile espagnole, qui commence en juillet 1936, met prématurément un terme à sa carrière.